# Sorlada
Sorlada là một đô thị trong tỉnh và cộng đồng tự trị Navarre, Tây Ban Nha. Đô thị này có diện tích là 6,41 ki-lô-mét vuông, dân số năm 2009 là 62 người với mật độ 9,67 người/km². Đô thị này có cự ly 71 km so với tỉnh lỵ Pamplona.